# Carlo Rainaldi
Carlo Rainaldi (Róma, 1611. május 4. – Róma, 1691. február 8.) barokk kori itáliai építész, a 17. századi Róma egyik fő építésze. Ezentúl zeneszerző is volt.
Művészete erőteljes, gazdag barokk; szereti az erősen festői hatást, a nagy árnyékokat, a díszítőelemek nagy gazdagságát, de a barokkos vonalvezetést sohasem vitte túlzásba és szertelenségekre sem ragadtatta el magát.

## Művei
Együttműködött apjával, Girolamo Rainaldival a római Piazza del Campidoglion lévő Palazzo Nuovo és a Piazza Navona-i Palazzo Pamphilj építésében.

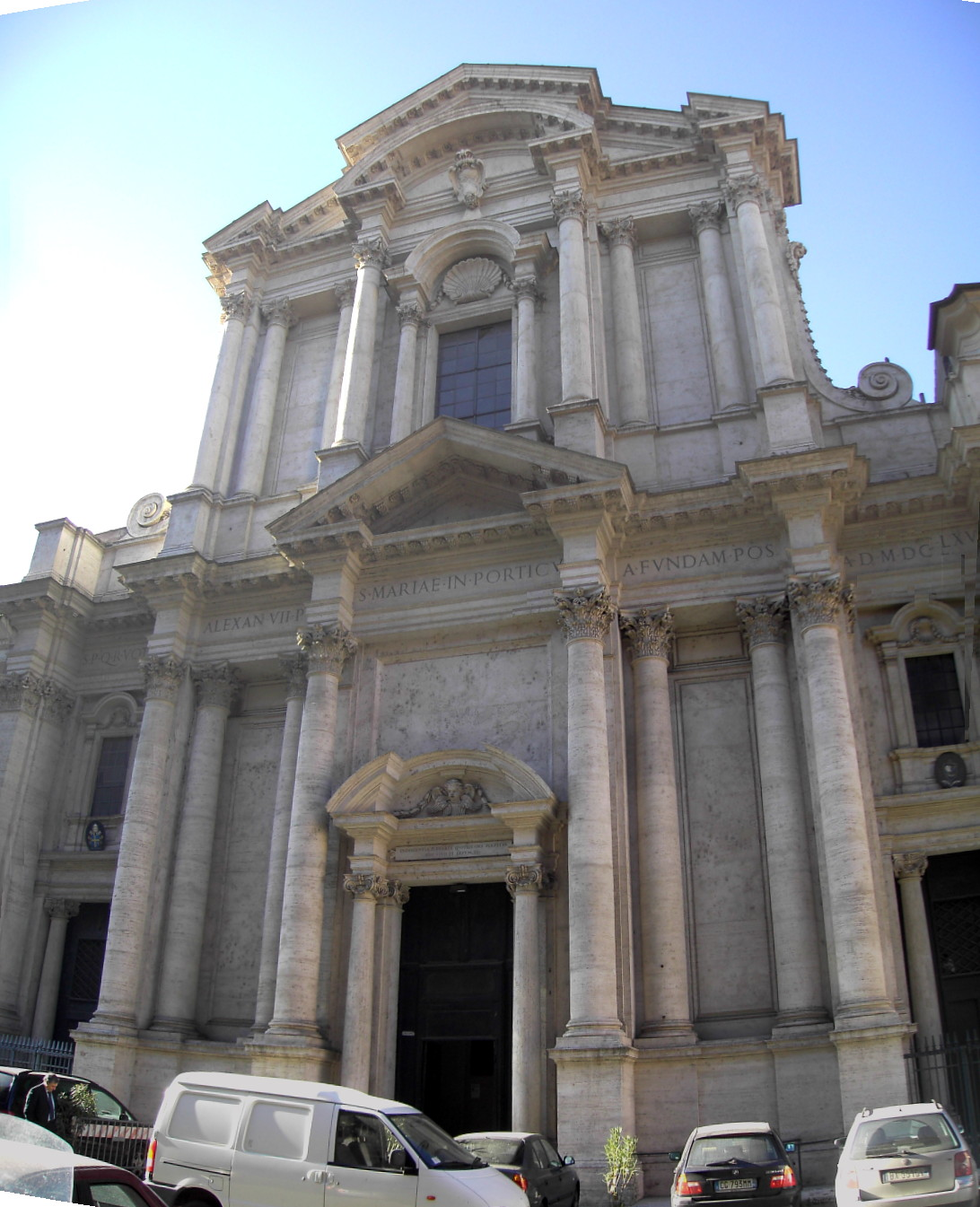
Santa Maria in Portico in Campitelli templom

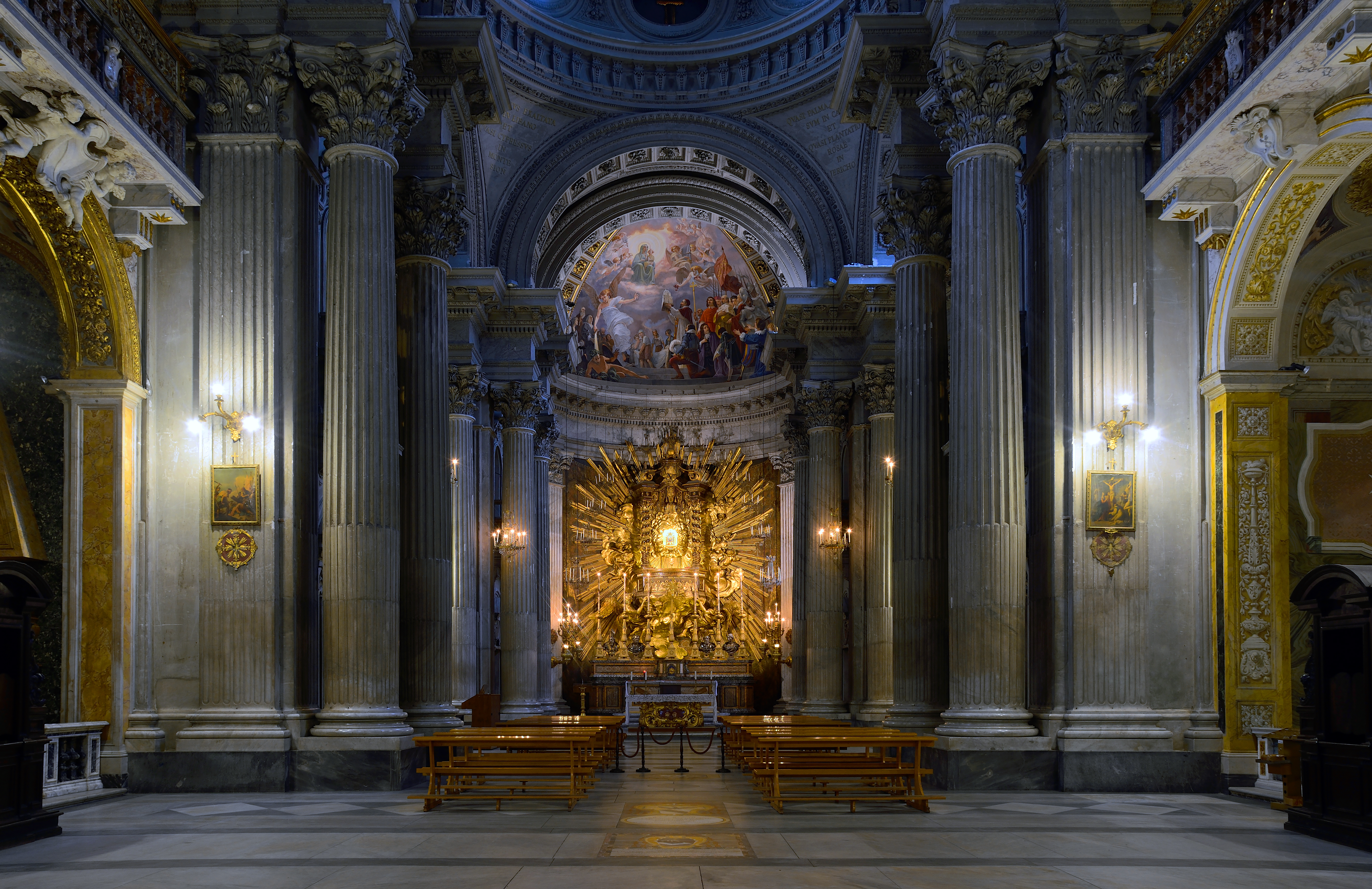
Santa Maria in Portico in Campitelli templom belseje

Apja 1655-ös halála után készítette fő műveit, amelyek szinte kizárólag Rómában összpontosultak:
- a Santa Maria in Portico in Campitelli templom (1633-1667) Róma Sant'Angelo (XI.) kerületében – valószínűleg ez a fő műve;
- a Sant'Andrea della Valle homlokzata (1661-1665);
- a Piazza del Popolo két templomának projektje (1662-1675);
- Sant'Agnese in Agone-templom (Francesco Borrominival);
- a Santa Maria Maggiore apszishomlokzata ;
- a Monte Compatri katedrális homlokzata;
- Monte Porzio Catone-i San Gregorio Magno templom tervezése és kivitelezése;
- a Suffragio templom via Giuliában (1669-1675),
- a Spada-kápolna a Chiesa Nuova-ban,
- a főoltár San Gerolamo della Carità-ban,
- IX. Kelemen pápa monumentális sírja, Santa Maria Maggiore-ban.

## Fordítás
- Ez a szócikk részben vagy egészben  a   Carlo Rainaldi című olasz Wikipédia-szócikk fordításán alapul.  Az eredeti cikk szerkesztőit annak laptörténete sorolja fel. Ez a jelzés csupán a megfogalmazás eredetét és a szerzői jogokat jelzi, nem szolgál a cikkben szereplő információk forrásmegjelöléseként.